# Cristóbal Balenciaga

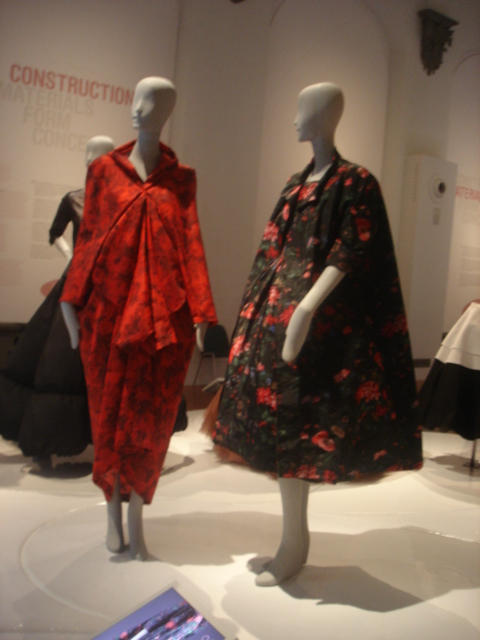
Jurken van Balenciaga

Cristóbal Balenciaga Eisaguirre (Getaria, 21 januari 1895 – Jávea, 24 maart 1972) was een Spaanse modeontwerper.
Christian Dior zei over hem: Haute Couture is als een orkest met Balenciaga als dirigent. Wij, de andere couturiers, zijn muzikanten die zijn richtlijnen volgen.

## Carrière
Balenciaga werd geboren in Getaria, Spanje, als zoon van een Baskische familie. In 1919 stichtte hij zijn modehuis in San Sebastián. De bewondering voor zijn werk was meteen enorm en al snel volgde de opening van nieuwe winkels in Madrid en Barcelona. Zijn clientèle kwam vooral uit de aristocratie. Na de val van de Spaanse monarchie ging de welvaart van het land achteruit en zo ook Balenciaga's clientèle. Hij besloot te verhuizen naar Parijs, waar hij zijn huis opende in 1939 aan de Avenue George V. Zijn eerste couturecollectie kende meteen een denderend succes en hij besloot zijn drie huizen in Spanje opnieuw te openen.
Zijn reputatie bleef groeien en couturier Christian Dior noemde Balenciaga 'de meester van ons allen'. Andere modegrootheden zoals André Courrèges, Emanual Ungaro en Óscar de la Renta leerden het vak onder toezicht van Balenciaga, vooraleer op eigen benen hun huizen op te richten.
Balanciaga's stijl was vernieuwend: hij speelde met proporties, volumes en veel draperieën van verschillende stoffen rond schouders en rokken. Zijn silhouetten werden vaak gekenmerkt door een zeer uitgesproken zandloper-figuur, doordat hij zijn mantelpakjes zodanig centreerde en de heupen liet uitlopen, met eronder een tulprok. Hij gebruikte weinig prints of felle kleuren, maar de polkadot was wel een typische bedrukking voor zijn werk.
In 1960 ontwierp hij de bruidsjurk voor doña Fabiola Mora y Aragón ter gelegenheid van haar huwelijk met koning Boudewijn van België.
In 1946 lanceerde Balenciaga zijn eerste parfum, Le Dix, genoemd naar het huisnummer van zijn modehuis in de Avenue George V te Parijs.
Na de jaren vijftig verloor de haute couture stilaan zijn belang en in 1968 sloot Balenciaga zijn modehuis uit protest tegen de vulgarisering die de Nieuwe Tijd met zich meebracht. In 1972 stierf hij in Jávea, Alicante.

## Tentoonstellingen
Sinds 2011 is er in zijn geboorteplaats, Getaria, een museum rond het werk van Balenciaga. Er wordt permanent een honderdtal creaties van de ontwerper tentoongesteld.
In het najaar 2017, voorjaar 2018, ging er in het Victoria and Albert Museum te Londen een tentoonstelling van zijn werk door met als titel: Balenciaga: Shaping Fashion. Men kan er ontdekken hoe Balenciaga's uitmuntend vakmanschap en baanbrekende ontwerpen vorm gaven aan de mode.
Van 24 september 2022 tot 5 maart 2023 werd in het Kunstmuseum Den Haag een grote tentoonstelling aan zijn werk gewijd.

## Het huis
Na Balenciaga's dood werd zijn modehuis overgenomen door zijn neven, maar werd in 1978 overgenomen door Hoechst en in 1986 opgekocht door de Groupe Jacques Bogart.
In 1995 werd Nicholas Ghesquière aangenomen, in eerste instantie als ontwerper voor accessoires maar in 1997 werd hij aangesteld als artistiek directeur van de prêt-à-porter en de accessoirelijn.
In 2001 werd het huis overgenomen door de Keering Group, maar Ghesquière bleef als artistiek directeur aangesteld. Deze jongeman, zoon van een Belgische vader en een Franse moeder, opgegroeid in Frankrijk, slaagde erin het huis te doen herleven. Hij keerde in zijn ontwerpen terug naar de technieken en stijl van Balenciaga zelf en de invloeden van het Balenciaga-huis op de modewereld zijn wereldwijd weer duidelijk merkbaar. Het huis bestaat nu uit een prêt-à-porterlijn voor vrouwen en voor mannen, als ook een accessoire- en schoenenlijn. In 2001 won hij de VH1 Designer of the Year award.Na Ghesquière kwam Alexander Wang, die op zijn beurt werd opgevolgd door de in Antwerpen opgeleide Demna Gvasalia uit Georgië.

## Documentaire
- Oskar Tejedor (2009). Cristóbal Balenciaga: de eerste koning van de haute couture. 53 min.[3]